# اورتشیتسه
اورتشیتسه (به چکی: Určice) یک منطقهٔ مسکونی در جمهوری چک است که در شهرستان پروستییوف واقع شده‌است.
 اورتشیتسه ۱۱٫۲ کیلومتر مربع مساحت و ۱٬۳۳۲ نفر جمعیت دارد و ۲۵۴ متر بالاتر از سطح دریا واقع شده‌است.